# 4050 Mebailey
A 4050 Mebailey (ideiglenes jelöléssel 1976 SF) a Naprendszer kisbolygóövében található aszteroida. Claes-Ingvar Lagerkvist, H. Rickman fedezte fel 1976. szeptember 20-án.